# Liste der Monuments historiques in Bessay
Die Liste der Monuments historiques in Bessay führt die Monuments historiques in der französischen Gemeinde Bessay auf.

## Liste der Bauwerke
| Bezeichnung                 | Beschreibung | Standort          | Kennzeichnung | Schutzstatus          | Datum          | Bild           |
| --------------------------- | ------------ | ----------------- | ------------- | --------------------- | -------------- | -------------- |
| Camp retranché du Châtelard |              | Les Grèves (Lage) | PA00110046    | Inscrit               | 1983           |                |
| Schloss                     |              | (Lage)            | PA00110047    | Classé Inscrit Classé | 1947 1988 1990 | weitere Bilder |
| Logis du Côteau             |              | (Lage)            | PA85000001    | Inscrit               | 1996           |                |

## Liste der Objekte
| Bezeichnung | Beschreibung               | Standort                              | Kennzeichnung | Schutzstatus | Datum | Bild |
| ----------- | -------------------------- | ------------------------------------- | ------------- | ------------ | ----- | ---- |
| Kelch       | Silber, vergoldet, um 1800 | in der Kirche St-Jean-Baptiste (Lage) | PM85000025    | Classé       | 1979  |      |